# صندوق الجامعة الدائمة (تكساس)
صندوق الجامعة الدائمة ( PUF ) هو صندوق للثروة السيادية أنشأته ولاية تكساس لتمويل التعليم العالي العام داخل الولاية. يتم توجيه جزء من العوائد من صندوق الجامعة الدائمة سنويًا إلى صندوق الجامعة المتاحة (AUF) ، الذي يوزع الأموال وفقًا للأحكام المنصوص عليها في دستور تكساس لعام 1876 ، والتعديلات الدستورية اللاحقة ، ومجلس حكام نظام جامعة تكساس ونظام جامعة تكساس إيه آند إم . يوفر أموالًا إضافية ، فوق الأموال من إيرادات الضرائب ، إلى نظام يو تي ونظام تكساس أيه&ام الذي يضم مجتمعة حوالي 50 في المئة من طلاب الجامعات الحكومية العامة. لا تقدم أي تمويل للجامعات العامة الأخرى في ولاية تكساس.
| نظام جامعة تكساس                                                | نظام جامعة تكساس                               | نظام جامعة تكساس إيه آند إم         | نظام جامعة تكساس إيه آند إم            |
| --------------------------------------------------------------- | ---------------------------------------------- | ----------------------------------- | -------------------------------------- |
| جامعة تكساس في أرلينغتون                                        | مركز العلوم الصحية بجامعة تكساس في هيوستن      | جامعة تكساس إيه آند إم              | تكساس أيه&ام اجريلايف للخدمة الممتدة   |
| جامعة تكساس في أوستن                                            | مركز العلوم الصحية بجامعة تكساس في سان أنطونيو | جامعة برياري فيو ايه اند ام         | تكساس ايه اند ام للبحوث الزراعية       |
| جامعة تكساس في دالاس                                            | مركز العلوم الصحية بجامعة تكساس في تايلر       | جامعة ولاية تارليتون                | تكساس ايه اند ام الهندسية تمديد الخدمة |
| جامعة تكساس في الباسو                                           | جامعة تكساس معهد ثقافات تكساس في سان أنطونيو   | جامعة تكساس إيه آند إم في جالفيستون | تكساس ايه اند ام خدمة الغابات          |
| جامعة تكساس لحوض العصر البرمي                                   | مركز أندرسون للسرطان بجامعة تكساس              | مركز تكساس للصحة والعلوم            | تكساس ايه اند ام معهد النقل            |
| جامعة تكساس في سان أنطونيو                                      | فرع جامعة تكساس الطبي                          | إدارة نظام جامعة تكساس إيه آند إم   |                                        |
| جامعة تكساس في تايلر                                            | جامعة تكساس جنوب غرب المركز الطبي              |                                     |                                        |
| إدارة نظام جامعة تكساس                                          | جامعة تكساس ريو غراندي فالي                    |                                     |                                        |
| المصدر: دستور تكساس ، المادة 7 ، القسم 7.18 (أ) والقسم 7.18 (ب) |                                                |                                     |                                        |

## روابط خارجية
- هيشنجر ، جون. " عندما لا تكفي 26 مليار دولار ". صحيفة وول ستريت جورنال . 17 ديسمبر 2005.
- " تفاصيل توزيع PUF " نظام جامعة تكساس .
- " من حقل النفط إلى الفصل الدراسي (Infographic) " تكساس إكسيس